# Крутинская волость
Крутинская волость — бывшая волость на северо-востоке Коломенского уезда (доекатерининского административно-территориального деления).
Существовала в XV—XVIII веках. Впервые упоминается в духовной грамоте великого князя Василия I Дмитриевича в 1406 году. Описана в 1577—1578 гг. коломенским писцом Д. П. Житовым. Была расположена в междуречье Люболовы и Тетеревки (правые притоки Цны), небольшая часть — на левобережье Цны. Граничила с Мещерской, Холмовской и Высоцкой волостями Коломенского уезда и Владимирским уездом.
Административный центр — погост Николо-Крутины. Через территорию волости проходила древняя Болвановская дорога, связывавшая Москву и Муром.
В середине XVIII века объединена с Холмской и Высоцкой волостями в Холмский стан.

## Погост
На территории волости располагался погост на речке Люболове с церковью Николы Чудотворца.

## Селения
Из ныне существующих селений Егорьевского района в состав волости входили:
- погост Николо-Крутины

сёла:
- Спасс-Леоновщина
- Низкое
- Юрцово

деревни:
- Абрютково
- Барсуки
- Василёво
- Иваново
- Иншино
- Каменская
- Ларинская
- Лобаново
- Колычёво-Боярское
- Маловская
- Панино
- Пановская
- Семеновская
- Суханово
- Трубицыно
- Чигарово
- Щеголево
- Юрьево

Северная часть волости носила название Леоновщина (по имени владельцев конца XVII — середины XVIII вв. Леонтьевых).